# Encore
Encore je páté studiové a zároveň čtvrté album u major labelu amerického rappera Eminema. Bylo vydáno 12. listopadu 2004 u nahrávacích společností Shady Records, Aftermath Entertainment a Interscope Records. Významnými singly z alba jsou písně "Just Lose It", "Encore" a "Mockingbird", které se všechny umístily do 25. příčky žebříčku Billboard Hot 100.

## O Albu

### Pozadí
Album mělo být vydáno 16. listopadu 2004 k osmému výročí vydání nezávislého debutu Infinite, ale kvůli předčasnému úniku na internet bylo vydáno již 12. listopadu.
Právě během nahrávání tohoto alba si Eminem vypěstoval závislost na lécích na předpis.

### Texty
V textech se věnuje svým tradičním tématům, a to tedy vztahu se svou bývalou ženou (písně "Puke", "Love You More" a "Crazy In Love"), vztahu se svou dcerou ("Mockingbird") nebo kritice politické scény a speciálně tehdejšího prezidenta George W. Bushe ("Mosh" a "We As Americans"). V singlu "Just Lose It" opět paroduje popové umělce.
Kritiky byly vcelku kladné, ale textům vyčítaly větší jednoduchost než tomu bylo na jeho předchozích albech. Ačkoliv byly stále uhlazenější a méně nenávistné dokázaly vyvolat kontroverzi, a to především kvůli otevřené kritice prezidenta Bushe a parodování Michaela Jacksona.

### Produkce
Polovinu beatů pro album vytvořil hudební producent a rapper Dr. Dre, často ve spolupráci s producenty a hudebníky Mikem Elizondem a Markem Batsonem. Druhou polovinu vytvořil Eminem ve spolupráci s detroitským hudebníkem a producentem Luisem Restem.

## Po vydání
Debutovalo na první pozici US žebříčku Billboard 200 se 710 000 prodanými kopiemi za pouhé tři dny prodeje v USA. Deset dní po zpřístupnění alba se v USA prodalo 1 582 000 kusů. V prosinci 2004 bylo oceněno certifikací 4x platinová deska společností RIAA. K roku 2012 se v USA prodalo 5 288 000 kusů.
Jako první album v historii překročilo hranici 10 000 prodaných kusů za jediný týden v digitálních prodejích. Bylo nominováno na tři ceny Grammy, ale nezískalo žádnou.
Dále získalo certifikace 6× platinová deska v Austrálii, 5× platinová na Novém Zélandu a v Irsku, 3× platinová ve Spojeném království a platinová a zlatá v dalších zemích.

## Seznam skladeb
| Pořadí | Název                                                | Hudba                | Délka |
| ------ | ---------------------------------------------------- | -------------------- | ----- |
| 1.     | Curtains Up (skit)                                   |                      | 0:47  |
| 2.     | Evil Deeds                                           | Dr. Dre              | 4:20  |
| 3.     | Never Enough (ft. 50 Cent a Nate Dogg)               | Dr. Dre, M. Elizondo | 2:39  |
| 4.     | Yellow Brick Road                                    | Eminem, L. Resto     | 5:46  |
| 5.     | Like Toy Soldiers                                    | Eminem, L. Resto     | 4:57  |
| 6.     | Mosh                                                 | Dr. Dre, M. Batson   | 5:18  |
| 7.     | Puke                                                 | Eminem, L. Resto     | 4:08  |
| 8.     | My 1st Single                                        | Eminem, L. Resto     | 5:03  |
| 9.     | Paul (skit)                                          |                      | 0:32  |
| 10.    | Rain Man                                             | Dr. Dre              | 5:14  |
| 11.    | Big Weenie                                           | Dr. Dre              | 4:27  |
| 12.    | Em Calls Paul (skit)                                 |                      | 1:12  |
| 13.    | Just Lose It                                         | Dr. Dre, M. Elizondo | 4:09  |
| 14.    | Ass Like That                                        | Dr. Dre, M. Elizondo | 4:26  |
| 15.    | Spend Some Time (ft. Obie Trice, Stat Quo a 50 Cent) | Eminem, L. Resto     | 5:11  |
| 16.    | Mockingbird                                          | Eminem, L. Resto     | 4:11  |
| 17.    | Crazy in Love (ft. Ann Wilson)                       | Eminem, L. Resto     | 4:02  |
| 18.    | One Shot 2 Shot (ft. D12)                            | Eminem, L. Resto     | 4:27  |
| 19.    | Final Thought (skit)                                 |                      | 0:30  |
| 20.    | Encore/Curtains Down (ft. Dr. Dre a 50 Cent)         | Dr. Dre, M. Batson   | 5:48  |

| Deluxe Edition Bonus Disc | Deluxe Edition Bonus Disc | Deluxe Edition Bonus Disc | Deluxe Edition Bonus Disc |
| Pořadí                    | Název                     | Hudba                     | Délka                     |
| ------------------------- | ------------------------- | ------------------------- | ------------------------- |
| 1.                        | We As Americans           | Eminem, L. Resto          | 4:36                      |
| 2.                        | Love You More             | Eminem, L. Resto          | 4:44                      |
| 3.                        | Ricky Ticky Toc           | Eminem, L. Resto          | 2:49                      |

## Samply
- "Yellow Brick Road" obsahuje části písní "Funkin Lesson" od X-Clan a "Vocal Planet" od Spectrasonics.
- "Like Toy Soldiers" obsahuje části písní "Toy Soldiers" od Martika a "The Hot Rock" od Quincy Jones.
- "Puke" obsahuje části písně "We Will Rock You" od Queen.
- "Just Lose It" obsahuje části písně "U Can't Touch This" od MC Hammer.
- "Spend Some Time" obsahuje části písně "Self Seeking Man" od Spooky Tooth.
- "Crazy in Love" obsahuje části písně "Crazy on You" od Heart.

## Mezinárodní žebříčky
| Země             | Umístění |
| ---------------- | -------- |
| Austrálie        | 1        |
| Francie          | 2        |
| Irsko            | 1        |
| Kanada           | 1        |
| Německo          | 1        |
| Nový Zéland      | 1        |
| Polsko           | 9        |
| Rakousko         | 2        |
| Švýcarsko        | 1        |
| UK Albums Chart  | 1        |
| US Billboard 200 | 1        |